# Petr Lipina
Petr Lipina (ur. 22 sierpnia 1977) – czeski hokeista.

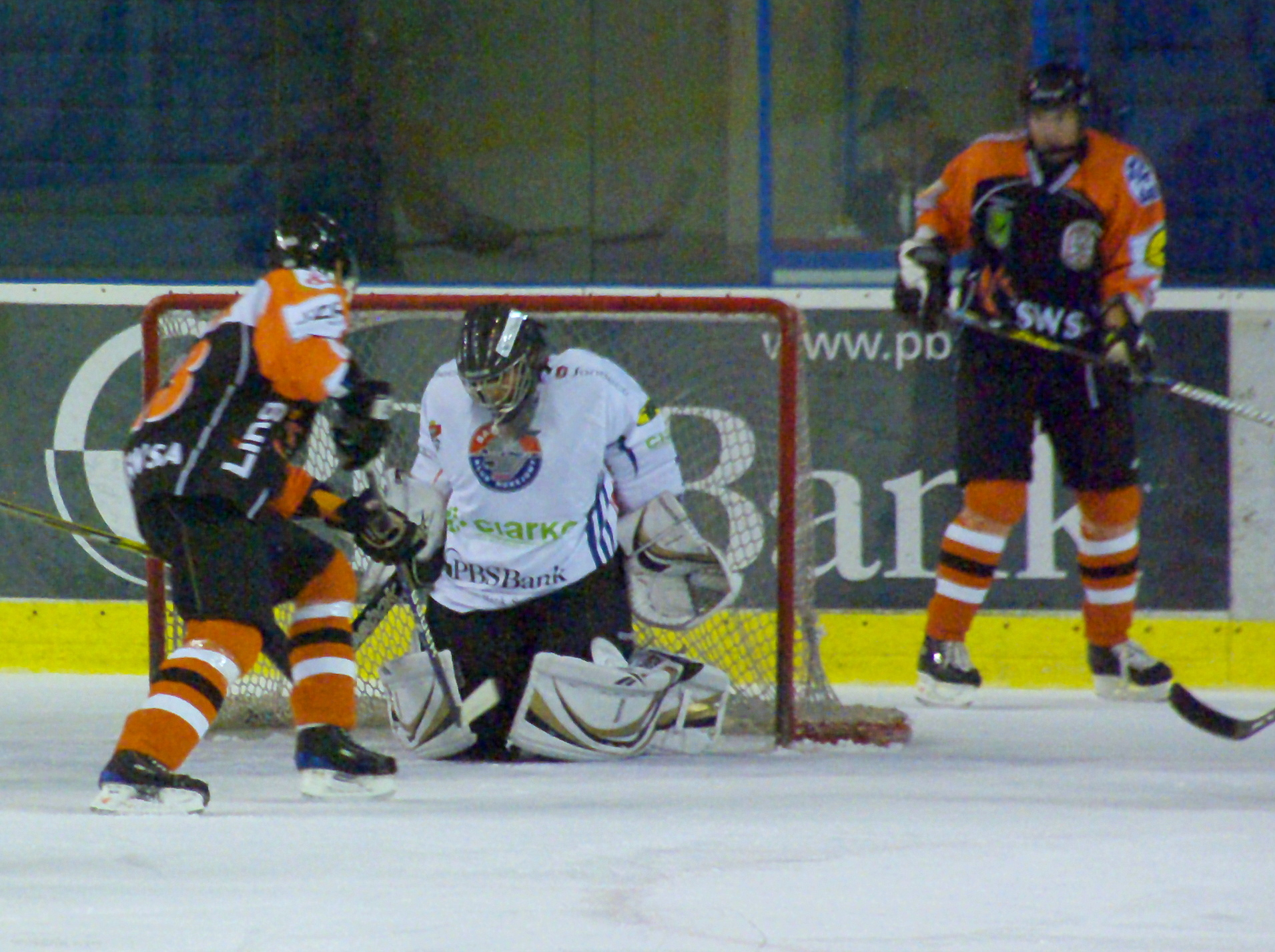
Petr Lipina (pierwszy z lewej) w barwach JKH GKS Jastrzębie w 2010. Obok Michał Plaskiewicz (bramkarz) i Richard Král

## Kariera klubowa
- HC Oceláři Trzyniec (1994–1996)
- SK Karvina (1997)
- HC Hradec Králové (1997–1998)
- HC Ołomuniec (1998–1999)
- HK Spišská Nová Ves (1999–2000)
- Orli Znojmo (2000)
- HC Oceláři Trzyniec (2001)
- HC Prostějov (2001–2002)
- HC Ytong Brno (2002–2003)
- HC Prostejov (2003)
- HC Slovan Usti nad Labem (2003–2004)
- HC Hawierzów (2004)
- HC Slovan Usti nad Labem (2004–2005)
- HC Oceláři Trzyniec (2005)
- HC Hawierzów (2005–2006)
- HC Oceláři Trzyniec (2006)
- HC Hawierzów (2006)
- BK Mladá Boleslav (2006–2007)
- HC Kometa Brno (2007–2008)
- GKS Jastrzębie (2008–2013)
- HC 46 Bardejov (2013)
- Unia Oświęcim (2014)
- HC Frýdek-Místek (2014-2015)

Od kwietnia 2008 występuje w polskim klubie JKH GKS Jastrzębie. Od października 2012 roku w sezonie 2012/2013, zgodnie ze zmianą w regulaminie PZHL, nie jest wliczany do limitu obcokrajowców (z racji występów w Polskiej Lidze Hokejowej (PLH) nieprzerwanie od co najmniej 48 miesięcy) i z tego względu jest traktowany jako gracz krajowy. W kwietniu 2013 przedłużył umowę z JKH o dwa lata. Zawodnikiem klubu był do 6 listopada 2013. Do tego czasu był najskuteczniejszym strzelcem w historii klubu: w okresie pięciu rozegranych sezonów w 251 meczach uzyskał 315 punktów za 141 goli i 174 asysty. W grudniu 2013 zawodnik słowackiej drużyny HC 46 Bardejów. Od połowy stycznia zawodnik Unii Oświęcim. Był zawodnikiem JKH do końca sezonu 2013/2014.
W trakcie kariery określany pseudonimem Lipiec.

## Sukcesy
Klubowe
- Puchar Polski: 2013 z JKH GKS Jastrzębie
- Srebrny medal mistrzostw Polski: 2013 z JKH GKS Jastrzębie

Indywidualne
- Ekstraliga polska w hokeju na lodzie (2010/2011):
  - Czwarte miejsce w klasyfikacji strzelców rundy zasadniczej: 26 goli
  - Piąte miejsce w klasyfikacji asystentów rundy zasadniczej: 28 asyst